# Симфонія № 31 (Моцарт)
Симфонія № 31, ре мажор, KV 297 Вольфганга Амадея Моцарта, відома як Паризька. Була написана в 1778 році під час невдалої подорожі до Парижа, де Моцарт сподівався працевлаштуватися. Уперше прозвучала 12 червня 1778 року на приватному концерті в домі графа Карла Генріха Йозефа фон Зіккінгена.
Структура:
1. Allegro assai, 4/4
2. Andante, 3/4
3. Allegro, 2/2

Склад оркестру:
2 флейти, 2 гобоя, 2 кларнета А, 2 фагота, 2 валторни, 2 труби, литаври, струнні.

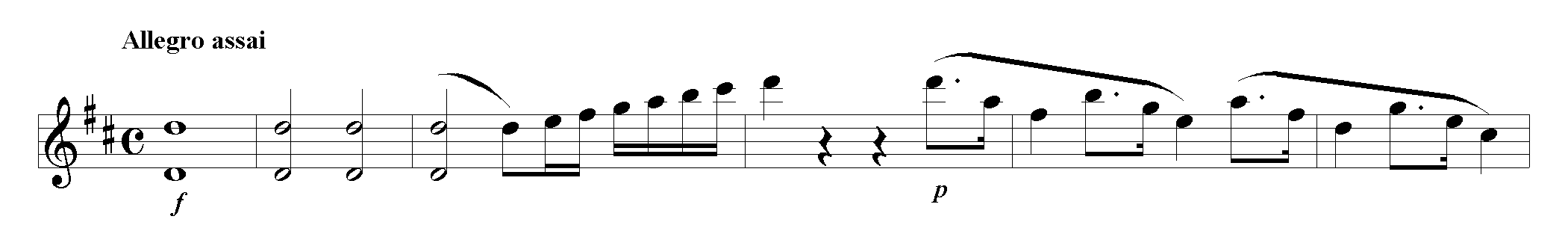
Симфонія № 31 (Моцарт), початок

## Ноти і література
- Ноти [Архівовано 21 січня 2012 у Wayback Machine.] на IMSLP

- Dearling, Robert: The Music of Wolfgang Amadeus Mozart: The Symphonies Associated University Presses Ltd, London 1982 ISBN 0-8386-2335-2
- Kenyon, Nicholas: The Pegasus Pocket Guide to Mozart Pegasus Books, New York 2006 ISBN 1-933648-23-6
- Zaslav, Neal:Mozart's Symphonies: Context, Performance Practice, Reception OUP, Oxford 1991 ISBN 0-19-816286-3